# Бализак
Бализак (фр. Balizac) насеље је и општина у југозападној Француској у региону Аквитанија, у департману Жиронда која припада префектури Лангон.
По подацима из 2011. године у општини је живело 468 становника, а густина насељености је износила 11,2 становника/km². Општина се простире на површини од 41,78 km². Налази се на средњој надморској висини од 43 метара (максималној 64 m, а минималној 18 m).

## Демографија
| 1962. | 1968. | 1975. | 1982. | 1990. | 1999. | 2011. |
| ----- | ----- | ----- | ----- | ----- | ----- | ----- |
| 222   | 252   | 234   | 266   | 272   | 321   | 468   |

График промене броја становника у току последњих година